# Control lineal quadràtic gaussià
En la teoria del control, el problema de control lineal quadràtic gaussià (LQG) és un dels problemes de control òptim més fonamentals, i també es pot operar repetidament per al control predictiu del model. Es tracta de sistemes lineals impulsats per soroll blanc gaussià additiu. El problema és determinar una llei de retroalimentació de sortida que sigui òptima en el sentit de minimitzar el valor esperat d'un criteri de cost quadràtic. Se suposa que les mesures de sortida estan corrompudes pel soroll gaussià i l'estat inicial, de la mateixa manera, s'assumeix que és un vector aleatori gaussià.
Sota aquests supòsits, un esquema de control òptim dins de la classe de lleis de control lineal es pot derivar mitjançant un argument de finalització de quadrats. Aquesta llei de control, coneguda com a controlador LQG, és única i és simplement una combinació d'un filtre de Kalman (un estimador d'estat lineal-quadràtic (LQE)) juntament amb un regulador lineal-quadràtic (LQR). El principi de separació estableix que l'estimador d'estat i la retroalimentació d'estat es poden dissenyar de manera independent. El control LQG s'aplica tant a sistemes lineals invariants en el temps com a sistemes lineals variables en el temps, i constitueix una llei de control de retroalimentació dinàmica lineal que es pot calcular i implementar fàcilment: el controlador LQG en si és un sistema dinàmic com el sistema que controla. Tots dos sistemes tenen la mateixa dimensió d'estat.
Una declaració més profunda del principi de separació és que el controlador LQG encara és òptim en una classe més àmplia de controladors possiblement no lineals. És a dir, utilitzar un esquema de control no lineal no millorarà el valor esperat de la funció de cost. Aquesta versió del principi de separació és un cas especial del principi de separació del control estocàstic que estableix que fins i tot quan les fonts de soroll del procés i de sortida són possiblement martingales no gaussianes, sempre que la dinàmica del sistema sigui lineal, el control òptim es separa en un estimador d'estat òptim (que ja no pot ser un filtre de Kalman) i un regulador LQR.
En la configuració clàssica de LQG, la implementació del controlador LQG pot ser problemàtica quan la dimensió de l'estat del sistema és gran. El problema LQG d'ordre reduït (problema LQG d'ordre fix) ho supera fixant a priori el nombre d'estats del controlador LQG. Aquest problema és més difícil de resoldre perquè ja no és separable. A més, la solució ja no és única. Malgrat aquests fets, hi ha disponibles algorismes numèrics per resoldre les equacions de projecció òptimes associades que constitueixen condicions necessàries i suficients per a un controlador LQG d'ordre reduït òptim localment.
L'optimització de LQG no garanteix automàticament bones propietats de robustesa. La robusta estabilitat del sistema de bucle tancat s'ha de comprovar per separat després de dissenyar el controlador LQG. Per promoure la robustesa, alguns dels paràmetres del sistema es poden suposar estocàstics en lloc de deterministes. El problema de control més difícil associat condueix a un controlador òptim similar del qual només els paràmetres del controlador són diferents.
És possible calcular el valor esperat de la funció de cost per als guanys òptims, així com qualsevol altre conjunt de guanys estables.
El controlador LQG també s'utilitza per controlar sistemes no lineals pertorbats.

## Descripció matemàtica del problema i solució

### Temps continu
Considereu el sistema dinàmic lineal de temps continu
{\displaystyle {\dot {\mathbf {x} }}(t)=A(t)\mathbf {x} (t)+B(t)\mathbf {u} (t)+\mathbf {v} (t),}
{\displaystyle \mathbf {y} (t)=C(t)\mathbf {x} (t)+\mathbf {w} (t),}
on {\displaystyle {\mathbf {x} }} representa el vector de variables d'estat del sistema, {\displaystyle {\mathbf {u} }} el vector de les entrades de control i {\displaystyle {\mathbf {y} }} el vector de sortides mesurades disponibles per a la retroalimentació. Tots dos additius soroll del sistema gaussià blanc {\displaystyle \mathbf {v} (t)} i soroll de mesura gaussià blanc additiu {\displaystyle \mathbf {w} (t)} afectar el sistema. Donat aquest sistema l'objectiu és trobar l'historial d'entrada de control {\displaystyle {\mathbf {u} }(t)} que en cada moment {\displaystyle {\mathbf {} }t} pot dependre linealment només de les mesures anteriors {\displaystyle {\mathbf {y} }(t'),0\leq t'<t} de manera que es minimitzi la funció de cost següent:
{\displaystyle J=\mathbb {E} \left[{\mathbf {x} ^{\mathrm {T} }}(T)F{\mathbf {x} }(T)+\int _{0}^{T}{\mathbf {x} ^{\mathrm {T} }}(t)Q(t){\mathbf {x} }(t)+{\mathbf {u} ^{\mathrm {T} }}(t)R(t){\mathbf {u} }(t)\,dt\right],}
{\displaystyle F\geq 0,\quad Q(t)\geq 0,\quad R(t)>0,}
on {\displaystyle \mathbb {E} } indica el valor esperat. El temps final (horitzó) {\displaystyle {\mathbf {} }T} pot ser finit o infinit. Si l'horitzó tendeix a l'infinit el primer terme {\displaystyle {\mathbf {x} }^{\mathrm {T} }(T)F{\mathbf {x} }(T)} de la funció de cost esdevé insignificant i irrellevant per al problema. També per mantenir els costos finits s'ha de considerar la funció de cost {\displaystyle {\mathbf {} }J/T}.
El controlador LQG que resol el problema de control LQG s'especifica mitjançant les equacions següents:
{\displaystyle {\dot {\hat {\mathbf {x} }}}(t)=A(t){\hat {\mathbf {x} }}(t)+B(t){\mathbf {u} }(t)+L(t)\left({\mathbf {y} }(t)-C(t){\hat {\mathbf {x} }}(t)\right),\quad {\hat {\mathbf {x} }}(0)=\mathbb {E} \left[{\mathbf {x} }(0)\right],}
{\displaystyle {\mathbf {u} }(t)=-K(t){\hat {\mathbf {x} }}(t).}
La matriu {\displaystyle {\mathbf {} }L(t)} s'anomena guany de Kalman del filtre de Kalman associat representat per la primera equació. En cada moment {\displaystyle {\mathbf {} }t} aquest filtre genera estimacions {\displaystyle {\hat {\mathbf {x} }}(t)} de l'estat {\displaystyle {\mathbf {x} }(t)} utilitzant les mesures i les entrades anteriors. El guany de Kalman {\displaystyle {\mathbf {} }L(t)} es calcula a partir de les matrius {\displaystyle {\mathbf {} }A(t),C(t)}, les dues matrius d'intensitat {\displaystyle \mathbf {} V(t),W(t)} associat als sorolls gaussians blancs {\displaystyle \mathbf {v} (t)} i {\displaystyle \mathbf {w} (t)} i finalment {\displaystyle \mathbb {E} \left[{\mathbf {x} }(0){\mathbf {x} }^{\mathrm {T} }(0)\right]}. Aquestes cinc matrius determinen el guany de Kalman mitjançant la següent equació diferencial de Riccati matricial associada:
{\displaystyle {\dot {P}}(t)=A(t)P(t)+P(t)A^{\mathrm {T} }(t)-P(t)C^{\mathrm {T} }(t){\mathbf {} }W^{-1}(t)C(t)P(t)+V(t),}
{\displaystyle P(0)=\mathbb {E} \left[{\mathbf {x} }(0){\mathbf {x} }^{\mathrm {T} }(0)\right].}
Donada la solució {\displaystyle P(t),0\leq t\leq T} el guany de Kalman és igual
{\displaystyle {\mathbf {} }L(t)=P(t)C^{\mathrm {T} }(t)W^{-1}(t).}
La matriu {\displaystyle {\mathbf {} }K(t)} s'anomena matriu de guany de retroalimentació. Aquesta matriu està determinada per les matrius {\displaystyle {\mathbf {} }A(t),B(t),Q(t),R(t)} i {\displaystyle {\mathbf {} }F} mitjançant la següent equació diferencial de Riccati matricial associada:
{\displaystyle -{\dot {S}}(t)=A^{\mathrm {T} }(t)S(t)+S(t)A(t)-S(t)B(t)R^{-1}(t)B^{\mathrm {T} }(t)S(t)+Q(t),}
{\displaystyle {\mathbf {} }S(T)=F.}
Donada la solució {\displaystyle {\mathbf {} }S(t),0\leq t\leq T} el guany de retroalimentació és igual
{\displaystyle {\mathbf {} }K(t)=R^{-1}(t)B^{\mathrm {T} }(t)S(t).}
Observeu la similitud de les dues equacions diferencials de Riccati de matriu, la primera avança en el temps i la segona cap enrere en el temps. Aquesta semblança s'anomena dualitat. La primera equació diferencial de Riccati de matriu resol el problema d'estimació lineal-quadrat (LQE). La segona equació diferencial de Riccati de la matriu resol el problema del regulador lineal-quadrat (LQR). Aquests problemes són duals i junts resolen el problema de control lineal-quadràtic-Gauss (LQG). Així, el problema LQG es separa en el problema LQE i LQR que es poden resoldre de manera independent. Per tant, el problema LQG s'anomena separable.
Quan {\displaystyle {\mathbf {} }A(t),B(t),C(t),Q(t),R(t)} i les matrius d'intensitat de soroll {\displaystyle \mathbf {} V(t)}, {\displaystyle \mathbf {} W(t)} no dependre de {\displaystyle {\mathbf {} }t} i quan {\displaystyle {\mathbf {} }T} tendeix a l'infinit, el controlador LQG es converteix en un sistema dinàmic invariant en el temps. En aquest cas, l'equació diferencial de Riccati de la segona matriu es pot substituir per l'equació de Riccati algebraica associada.

### Temps discret
Com que el problema de control de LQG en temps discret és similar al problema de temps continu, la descripció següent se centra en les equacions matemàtiques.
Les equacions del sistema lineal de temps discret són
{\displaystyle {\mathbf {x} }_{i+1}=A_{i}\mathbf {x} _{k}+B_{i}\mathbf {u} _{i}+\mathbf {v} _{i},}
{\displaystyle \mathbf {y} _{i}=C_{i}\mathbf {x} _{i}+\mathbf {w} _{i}.}
Aquí {\displaystyle \mathbf {} i} representa l'índex de temps discret i {\displaystyle \mathbf {v} _{i},\mathbf {w} _{i}} representen processos de soroll blanc gaussià en temps discret amb matrius de covariància {\displaystyle \mathbf {} V_{i},W_{i}}, respectivament, i són independents entre si.
La funció de cost quadràtica que cal minimitzar és
{\displaystyle J=\mathbb {E} \left[{\mathbf {x} }_{N}^{\mathrm {T} }F{\mathbf {x} }_{N}+\sum _{i=0}^{N-1}(\mathbf {x} _{i}^{\mathrm {T} }Q_{i}\mathbf {x} _{i}+\mathbf {u} _{i}^{\mathrm {T} }R_{i}\mathbf {u} _{i})\right],}
{\displaystyle F\geq 0,Q_{i}\geq 0,R_{i}>0.\,}
El controlador LQG de temps discret és
{\displaystyle {\hat {\mathbf {x} }}_{i+1}=A_{i}{\hat {\mathbf {x} }}_{i}+B_{i}{\mathbf {u} }_{i}+L_{i+1}\left({\mathbf {y} }_{i+1}-C_{i+1}\left\{A_{i}{\hat {\mathbf {x} }}_{i}+B_{i}\mathbf {u} _{i}\right\}\right),\qquad {\hat {\mathbf {x} }}_{0}=\mathbb {E} [{\mathbf {x} }_{0}]}
{\displaystyle \mathbf {u} _{i}=-K_{i}{\hat {\mathbf {x} }}_{i}.\,}